# Metadon
Metadon je sintetski opioid (nije derivat morfija), snažan analgetik.

## Povijest
Još u II svjetskom ratu, u Njemačkoj, sintetiziran za potrebe vojne medicine i kirurgije, te je korišten kao sredstvo za uklanjanje bolova svih vrsta. Godine 1964. bračni par Dole i Nyswander prvi počinju eksperimente s metadonom i koriste ga u praksi kod narkomanskih (heroinskih) apstinencijskih kriza.

## Kemijski sastav
Po sastavu je hidroklorid i uspješno djeluje na morfinske receptore u mozgu gdje 1 mg metadona zamjenjuje i postiže učinak 4 mg morfina. 
Kemijsko ime je 6-dimetilamino-4,4-difenil-3-heptanon.

## Metadonska terapija
Metadonom se ne liječi narkomanija, već se putem tzv. supstitucijske metadonske terapije otklanjaju znaci apstinencijske krize. Metadonska supstitucijska terapija je ustvari institucionalno drogiranje narkomana kako bi se društvo zaštitilo od kriminalnog ponašanja. Narkoman, pod nadzorom medicinskog osoblja, svakodnevno dobiva dozu metadona koja održava normalno stanje i metabolički balans. Postoje stroga pravila o uzimanju ove sintetske droge. 
Zloupotreba metadona dovodi do oko 5000 smrtnih slučajeva godišnje zbog predoziranja u SAD.

## Zakonska regulativa
Uvršten je u Hrvatskoj na temelju Zakona o suzbijanju zlouporabe drogu na Popis droga, psihotropnih tvari i biljaka iz kojih se može dobiti droga te tvari koje se mogu uporabiti za izradu droga, pod Popis droga i biljaka iz kojih se može dobiti droga, pod Droge sukladno Popisu 1. Jedinstvene konvencije UN-a o drogama iz 1961. godine.

## Vanjske poveznice
- [neaktivna poveznica]